# 메켈 곁주머니
메켈 곁주머니(Meckel's diverticulum) 또는 메켈 게실은 선천성 게실의 하나로, 출생 시 소장의 살짝 튀어나온 부분이자 난황관이다.
위장관의 가장 흔한 기형으로, 총 인구 가운데 약 2%에서 발생하며 증상은 남성에서 더 자주 나타난다.
메켈 게실은 16세기에 빌헬름 파브리가 처음 설명하였으며 나중에 1809년 이러한 형태의 게실증의 발생학적 기원을 기술한 요한 메켈의 이름을 따서 병명이 지어졌다.

## 증상
메켈 게실이 있는 사람들 대부분이 무증상이다. 무증상 메켈 게실은 조용한 메켈 게실(silent Meckel's diverticulum)로 불린다. 만일 증상이 발생한다면 2세 이전에 발생하는 것이 보통이다.
가장 흔히 보이는 증상은 흑변과 같은 무통 직장 출혈이며, 그 뒤로 장폐색, 창자꼬임, 장관중첩으로 이어질 수 있다.
일부의 경우, 경고 없이 출혈이 발생하며 자연스럽게 멈출 수 있다. 증상은 극히 고통적일 수 있는데, 밥을 먹지 않거나 변비로 인해 온 복통으로 오해하는 경우도 종종 있다.

## 병리생리학
메켈 게실은 2의 법칙을 따른다:
- 총 인구 중 2%에서 발병한다.
- 2 피트 (회맹판 쪽으로)
- 2 인치 (길이)

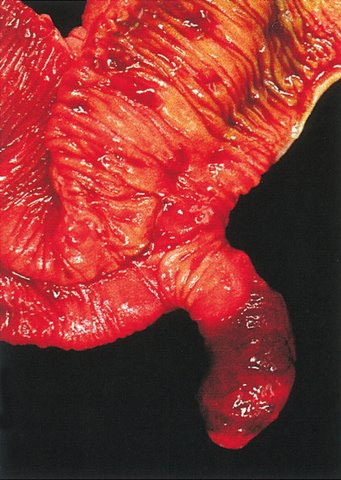
메켈 게실 수술 적출물.

- 2 종류의 공통 이소성 조직 (위, 췌장)
- 2세 때가 임상적으로 흔히 보이는 나이대이다.
- 2:1 남성:여성 비율

## 치료
치료는 수술을 통해 진행되며, 복강경 절제를 추가로 수반할 가능성이 있다.

## 합병증
표 1 – 메켈 곁주머니의 합병증:
| 합병증     | 증상이 있는 메켈 게실의 백분율 (%) |
| ---------- | ---------------------------------- |
| 출혈       | 20–30                              |
| 장폐색     | 20–25                              |
| 곁주머니염 | 10–20                              |
| 배꼽 기형  | ≤10                                |
| 신생물     | 0.5-2                              |

## 같이 보기
- 복막
- 막창자꼬리